# Sundance Film Festival 2008
Il Sundance Film Festival 2008 si è svolto a Park City, Utah, dal 17 gennaio al 27 gennaio 2009.

## Film in concorso
Elenco dei film in competizione e vincitori dei premi non competitivi. In grassetto i vincitori.

### U.S. Dramatic
- Frozen River, regia di Courtney Hunt
- American Son, regia di Neil Abramson
- Anywhere, USA, regia di Chusy Haney-Jardine
- Ballast, regia di Lance Hammer
- Soffocare, regia di Clark Gregg
- Downloading Nancy, regia di Johan Renck
- Good Dick, regia di Marianna Palka
- North Starr, regia di Matthew Stanton
- Phoebe in Wonderland, regia di Daniel Barnz
- Pretty Bird, regia di Paul Schneider
- Sleep Dealer, regia di Alex Rivera
- Sugar - Il giovane campione, regia di Anna Boden e Ryan Fleck
- Sunshine Cleaning, regia di Christine Jeffs
- The Last Word, regia di Geoffrey Haley
- I misteri di Pittsburgh, regia di Rawson Marshall Thurber
- Fa' la cosa sbagliata, regia di Jonathan Levine

### U.S. Documentary
- Trouble the Water, regia di Tia Lessin e Carl Deal
- Traces of the Trade: A Story from the Deep North, regia di Katrina Browne, Alla Kovgan e Jude Ray
- American Teen, regia di Nanette Burstein
- Bigger Stronger Faster, regia di Chris Bell
- Fields of Fuel, regia di Joshua Tickell
- Flow: For Love of Water, regia di Irena Salina
- Gonzo: The Life and Work of Dr. Hunter S. Thompson, regia di Alex Gibney
- I.O.U.S.A., regia di Patrick Creadon
- Patti Smith: Dream of Life, regia di Steven Sebring
- Roman Polanski: Wanted and Desired, regia di Marina Zenovich
- Secrecy, regia di Peter Galison e Robb Moss
- Slingshot Hip Hop, regia di Jackie Salloum
- The Betrayal - Nerakhoon, regia di Ellen Kuras e Thavisouk Phrasavath
- The Greatest Silence: Rape in the Congo, regia di Lisa F. Jackson
- The Order of Myths, regia di Margaret Brown
- The Recruiter, regia di Edet Belzberg

### World Cinema Dramatic
- The King of Ping Pong, regia di Jens Jønsson
- Absurdistan, regia di Veit Helmer
- The Wind and the Water, regia di Vero Bollow e del The Igar Yala Collective (regia accreditata come "una collaborazione collettiva")
- Captain Abu Raed, regia di Amin Matalqa
- L'onda (Die Welle), regia di Dennis Gansel
- I Always Wanted to Be a Gangster, regia di Samuel Benchetrit
- Just Another Love Story, regia di Ole Bornedal
- Glasses, regia di Naoko Ogigami
- Máncora, regia di Ricardo de Montreuil
- Dog Eat Dog, regia di Carlos Moreno
- Blue Eyelids, regia di Ernesto Contreras
- Good Morning Heartache, regia di Anna Negri
- Mermaid, regia di Anna Melikyan
- Under the Bombs, regia di Philippe Aractingi
- Strangers, regia di Erez Tadmor e Guy Nattiv
- The Drummer, regia di Kenneth Bi

### World Cinema Documentary
- Man on Wire - Un uomo tra le Torri, regia di James Marsh
- A Complete History of My Sexual Failures, regia di Chris Waitt
- Alone in Four Walls, regia di Alexandra Westmeier
- Be Like Others, regia di Tanaz Eshaghian
- Derek, regia di Isaac Julien
- Dinner with the President: A Nation's Journey, regia di Sabiha Sumar e Sachithanandam Sathananthan
- Durakovo: Village of Fools, regia di Nino Kirtadze
- In Prison My Whole Life, regia di Marc Evans
- The Women of Brukman, regia di Isaac Isitan e Carole Poliquin
- Puujee, regia di Kazuya Yamada
- Recycle, regia di Mahmoud al Massad
- Stranded: I've Come from a Plane That Crashed on the Mountains, regia di Gonzalo Arijon
- The Art Star and the Sudanese Twins, regia di Pietra Brettkelly
- Triage: Dr. James Orbinski's Humanitarian Dilemma, regia di Patrick Reed
- Up the Yangtze, regia di Yung Chang
- Yasukuni, regia di Ying Li

### Premi speciali della giuria
- U.S. Dramatic: Anywhere, USA, regia di Chusy Haney-Jardine, per lo spirito d'indipendenza.[1]; Sam Rockwell, Anjelica Huston, Kelly Macdonald e Brad William Henke con "Soffocare, regia di Clark Gregg, per il lavoro del cast nell'insieme[2].
- U.S. Documentary: The Greatest Silence: Rape in the Congo: Lisa F. Jackson di Lisa F. Jackson, per il penetrante e profondo sguardo sulla lotta alla vita delle vittime degli stupri[3].
- World Cinema Dramatic: Blue Eyelids, regia di Ernesto Contreras

### Premi per la migliore regia
- U.S. Dramatic: Lance Hammer con Ballast
- U.S. Documentary: Nanette Burstein con American Teen
- World Cinema Dramatic: Anna Melikyan con Mermaid
- World Cinema Documentary: Nino Kirtadze con Durakovo: Village of Fools

### Premi per la migliore fotografia
- U.S. Dramatic: Lol Crawley con Ballast
- U.S. Documentary: Phillip Hunt e Steven Sebring con Patti Smith: Dream of Life
- World Cinema Dramatic: Askild Edvardsen con The King of Ping Pong
- World Cinema Documentary: Mahmoud al Massad con Recycle

### Premi per il migliore montaggio
- U.S. Documentary:  Joe Bini con Roman Polanski: Wanted and Desired
- World Cinema Documentary: Irena Dol con The Art Star and the Sudanese Twins

### Premi per la miglior sceneggiatura
- Premio Waldo Salt
  - Alex Rivera e David Riker con Sleep Dealer
- Premio World Cinema
  - Samuel Benchetrit con I Always Wanted to Be a Gangster

### Premi del pubblico
- U.S. Dramatic: Fa' la cosa sbagliata, regia di Jonathan Levine
- U.S. Documentary: Fields of Fuel, regia di Joshua Tickell
- World Cinema Dramatic: Captain Abu Raed, regia di Amin Matalqa
- World Cinema Documentary: Man on Wire, regia di James Marsh

### Premio Alfred P. Sloan
- Sleep Dealer, regia di Alex Rivera e David Riker

## La giuria
U.S. Dramatic: Quentin Tarantino ( Stati Uniti), Marcia Gay Harden ( Stati Uniti), Mary Harron ( Canada), Diego Luna ( Messico), Sandra Oh ( Canada)
U.S. Documentary: Michelle Byrd ( Stati Uniti), Heidi Ewing ( Stati Uniti), Eugene Jarecki ( Stati Uniti), Steven Okazaki ( Stati Uniti), Anne Sundberg ( Stati Uniti)
World Cinema Dramatic: Shunji Iwai ( Giappone), Lucrecia Martel ( Argentina), Jan Schütte ( Germania)
World Cinema Documentary: Amir Bar-Lev ( Stati Uniti), Leena Pasanen ( Finlandia), Ilda Santiago ( Brasile)